# Menhir de la Chenillée
Le menhir de la Chenillée, appelé aussi Pierre-Debout du Champ-de-la-Pierre ou Pierre de Gargantua ou Pierre-Levée, est un menhir situé à Saint-Vincent-sur-Graon, dans le département français de la Vendée.

## Protection
L'édifice est inscrit au titre des monuments historiques par arrêté du 4 février 1988.

## Description
Le menhir est constitué d'un bloc de granite légèrement rosé de 4,75 m de hauteur, large de 2,95 m et épais en moyenne de 1,10 m.